# Antonio Paim
Antonio Ferreira Paim  (Jacobina, 7 de abril de 1927 – 30 de abril de 2021) foi um filósofo e historiador brasileiro, formado na Universidade Estatal de Moscovo. Paim publicava sobre filosofia desde 1966, e é autor do extenso História das Ideias Filosóficas no Brasil (1984), além de vários estudos complementares. Ele é um expoente de escritos sobre a História da filosofia no Brasil e do pensamento liberal brasileiro, em sua vertente filosófica.

## Biografia
Formado em filosofia na Universidade do Brasil, Paim foi um militante do Partido Comunista Brasileiro. Durante essa época, foi estudioso do marxismo na Universidade Estatal de Moscovo. Posteriormente, Paim teve uma guinada para o liberalismo democrático, e passou a ser crítico do marxismo. A partir de então seus estudos se concentraram na história da política brasileira, no pensamento filosófico luso-brasileiro e no próprio liberalismo.
A partir dos anos 60, Paim foi professor em diversas universidades do Rio de Janeiro. Lecionou na Universidade Federal do Rio de Janeiro, na Pontifícia Universidade Católica do Rio de Janeiro, na Universidade Federal de Juiz de Fora e foi titular livre-docente na Universidade Gama Filho. Paim pertenceu ainda aos quadros da Academia Brasileira de Filosofia, do Conselho Técnico da Confederação Nacional do Comércio de Bens, Serviços e Turismo, do Instituto Brasileiro de Filosofia, do PEN Clube do Brasil, do Instituto Histórico e Geográfico Brasileiro, da Academia das Ciências de Lisboa e do Instituto de Filosofia Luso-Brasileira.
É a principal influência do ex-ministro da educação, Ricardo Vélez Rodríguez.
Paim morreu em 30 de abril de 2021, aos 94 anos de idade.

## Estudos
Os estudos de Antônio Paim podem ser divididos em três fases. São elas:
1) Estudo da Filosofia Brasileira e desenvolvimento de um grupo dedicado a esse tema. Nesse ciclo deu forma decisiva à História das ideias filosóficas no Brasil, Estudos complementares à história das ideias filosóficas no Brasil e Bibliografia Filosófica Brasileira, compreendendo o século passado, e sistematizou as análises destinadas ao assunto no livro Estudo do Pensamento Filosófico Brasileiro. Constituiu em Salvador o Centro de Documentação do Pensamento Brasileiro, ao qual presenteou com a sua biblioteca.
2) Análise do Pensamento Político Brasileiro etapa que compreende o Curso de Introdução ao Pensamento Político Brasileiro (7 volumes). Promoveu, na época, a reedição de pensadores políticos do Brasil. Durante essa época Paim publicou ainda um livro em que estuda o estado patrimonial, ao qual deu nome de A querela do estatismo.
3) Época em que se dedicou ao estudo das ideias morais brasileiras. Durante essa fase Paim escreveu diversos ensaios como Momentos Decisivos da História do Brasil e Roteiro para estudo e pesquisa da problemática moral da cultura brasileira.

## Títulos e Honrarias
- Prêmio Jabuti (1985)[8]
- Prêmio Instituto Nacional do Livro de Estudos Brasileiros (1968)
- Membro fundador da Academia Brasileira de Filosofia